# ジム・ゲインズ
ジム・ゲインズ（Jim Gaines、1955年5月18日 - 、本名:James Larry M. Gaines Jr.）は、アメリカ合衆国出身の俳優である。身長 183 cm。主に1970年代末から2000年代初頭に掛けてフィリピンで製作されたアクション映画で活躍した。
ジェームズ・ゲインズ (James Gaines)、ジェームズ・E・ゲインズ (James E.Gaines)、ジェームズ・ゲインズ・ジュニア (James Gaines Jr.)、ジェームズ・ゲイナーズ (James Gainers)、スペイン語のハイメ・ゲインズ (Jame Gaines)、ジャイムズ・ゲインズ (Jaimes Gaines)、ラリー・ゲインズ (Larry Gaines) とクレジットされることもあった。原案や脚本も数本手掛け、助監督やダイアローグ・コーチ、ロケーション・マネージャーも務め、監督にも進出している。

## 人物
アフリカ系アメリカ人の子としてハワイ州マウイ島に生まれる。1970年代半ばから既にフィリピンで映画出演していたが、1980年代はフランシス・コッポラ監督のベトナム戦争大作『地獄の黙示録』(1979年)にエキストラ出演したことをきっかけにフィリピン・ロケのベトナム戦争物を中心とした主に低予算のアクション映画に数多く出演する。
『地獄のフォーカス』（1987年/未/ビデオ）等のコミカルな味のオーバー芝居から『ジャングル・ラッツ』（1987年/未/ビデオ）のベトナムの女兵士をレイプする暴力的な悪役まで演じた。香港系のシルヴァー・スター・フィルム社やその他の小プロダクション作では準主役を演じた。イタリア映画や米国のキャノン、オライオンなどの作品では端役で、ピーター・ウィアー監督のスカルノ政権末期のインドネシアを舞台にした大作『危険な年』(1982年)ではエキストラだったが、ワンカットだけ画面アップに映し出された。この時期にゲインズと共演したロマーノ・クリストフやマイク・モンティ、ロバート・マリウス、ニック・ニコルスン、ドン・ゴードン・ベル、渡辺ケンらは江戸木純が『エド・ウッドとサイテー映画の世界』(1995年/洋泉社)で「フィリピン・アクション・ギャング」と呼んでいる。
原案作家と脚本や台詞指導、助監督を務めて行く内に監督にも進出しており、『ファントム・ソルジャー』（1987年）やゲイリー・ダニエルズ主演の『キング・マヒーの秘宝』(1988年/未/ビデオ)では匿名ながら共同で演出にもタッチした。
1990年代に入ると香港系のダヴィアン・インターナショナル製作の作品に多く出演する。一時代を築いた戦争アクションも下火となり、連作されたデール・アポロ・クック主演の格闘技アクションにも出たりしたが、完全に脇役俳優になっていた。後年のシリオ・H・サンティアゴが製作総指揮を務めた『バトルフィールド』(1996年/未/ビデオ/テレビ放映)などでは端役だった。以後2000年代に入っても細々と出演を続けている。

## 作品

### 俳優としての出演作品
(文中記載の作品は省略)
1980年
- 『戦場の謝肉祭』(未/ビデオ)(クレジットなし)
- 『ブルース・リーの復讐の血』(未ソフト化)

1981年
- 『燃えよNINJA』(未/ビデオ)

1982年
- 『サバイバル・ジャングル/失われた黄金』(未/ビデオ)(クレジットなし)

1983年
- 『地獄の報酬/ベトナム捕虜救出作戦』(未/ビデオ)
- 『マッド・ドッグ2』(未ソフト化)

1984年
- 『地獄の特攻隊』(未/ビデオ)
- 『地獄の処刑人』(未/ビデオ)
- 『野獣戦線/オメガ・コマンドー』(未/ビデオ)(クレジットなし)

1985年
- 『バイオレントハンター』(未/ビデオ)
- 『復讐!炎のコマンド』(未/ビデオ)
- 『コマンドー・インベイジョン』(未/ビデオ)
- 『アメリカン忍者』
- 『P.O.W.地獄からの脱出』(未/ビデオ)

1986年
- 『ブラックファイア/地獄の戦士』(未/ビデオ)
- 『ニンジャ・フォース』(未/ビデオ)
- 『ニンジャウォリアーズ』(未/ビデオ)(クレジットなし)
- 『ニンジャ刑事/ダブル・エッジ』(未/ビデオ)
- 『ローンウルフ/怒りの戦場』(未/ビデオ)
- 『ストライク・コマンドー』(未/ビデオ)
- 『ヘル・キャンプ』(未/ビデオ)
- 『バトル・ウォーズ』(未/ビデオ)

1987年
- 『ファントム・ソルジャー』
- 『片腕捜査官オルテガ』(未/ビデオ)
- 『ダーティ・プロフェッショナル』(未/ビデオ)
- 『地獄のフォーカス』(未/ビデオ)
- 『ジャングル・ラッツ』(未/ビデオ)
- 『ダブル・ターゲット』(未/ビデオ)(クレジットなし)

1988年
- 『サイゴン野獣刑事』(クレジットなし)
- 『ファイナル・ターゲット/血の報復』(未/ビデオ)
- 『キング・マヒーの秘宝』(未/ビデオ)
- 『ヘル・ミッション/怒りの奪還』(未/ビデオ)
- 『サイバーロボ』
- 『ストライク・コマンドー2』(未/ビデオ)(クレジットなし)

1989年
- 『人喰地獄/ゾンビ復活』(未/ビデオ)

1990年
- 『バトル・ギース/地獄の救出指令』(未/ビデオ)
- 『クライム・ストッパー』(未ソフト化)

1991年
- 『バトル・ウルフ』(未/ビデオ)
- 『エンジェル・イン・ザ・ダーク』(未ソフト化)

1992年
- 『バーニングファイター』(未/ビデオ)
- 『リアル・キックボクサー』(未/ビデオ)
- 『ファイティング・スピリット』(未ソフト化)

1993年
- 『エターナル・フィスト』(未/ビデオ)

1996年
- 『D.N.A.2』

なお、(未/ビデオ)は過去にビデオ・ソフト化された作品で、制作年はビデオ・ソフトのジャケットの記載事項に準拠している。

### ライターとしての作品
上記の俳優としてのフィルモグラフィと重複する作品については邦題のみ記載。
- 『ローンウルフ/怒りの戦場』
- 『ジャングル・ラッツ』
- 『ファントム・ソルジャー』
- 『ヘル・ミッション/怒りの奪還』

### 映画監督としての作品
- 『ファントム・ソルジャー』(テディー・ページと共同監督だが、クレジット無し)
- 『キング・マヒーの秘宝』（レオナード・ヘイズと共同監督だが、クレジット無し）

### その他のスタッフとしての作品
- 『サバイバル・ジャングル/失われた黄金』(ロケーション・マネージャー)
- 『ニンジャウォリアーズ』(助監督)
- 『ファイナル・ターゲット/血の報復』(ダイアローグ・コーチ)